# Breakbeat
Break-beat é uma vertente da música eletrônica, criada pelo DJ Kool Herc na década de 1970, no Bronx, com a técnica do back-to-back, dois discos iguais e um mixer.
O Breakbeat é mais conhecido como uma música que se caracteriza pelos samplers de ritmos hip hop, funk e electro e que logo se modificam e alteram para criar os denominados "breaks".
A cultura Breakbeat é extensa e tem suas raízes no techno do início dos anos 1980 e no hip-hop. Ele alcançou sua expansão mais importante quando artistas incorporaram estes breakbeats ao hardcore techno, com suas tonalidades escuras e rápidas que pouco a pouco se transformaram em um novo estilo: o jungle, posteriormente denominado Drum and bass.
O Breakbeat se manteve como um ritmo próprio e está começando a nutrir novas formas e sub-gêneros: o BigBeat (que incorpora elementos do rock), o AcidBreak (com TB-303s), o EletroBreak (mais sintético), o DeepBreak (com elementos deep house), o FunkyBreak (com elementos funk), dentre outros.